# Nazionale di bob della Romania
La nazionale di bob della Romania (in romeno Echipa națională de bob a României) è la squadra che rappresenta la Romania nelle competizioni internazionali di bob.
La squadra ha preso parte a 20 edizioni su 23 dei Giochi olimpici invernali.
Alle olimpiadi di Grenoble 1968 il bob a due di Ion Panțuru e Nicolae Neagoe conquistò una storica medaglia di bronzo, che costituisce finora l'unica medaglia vinta dalla Romania ai Giochi olimpici invernali.

## Storia

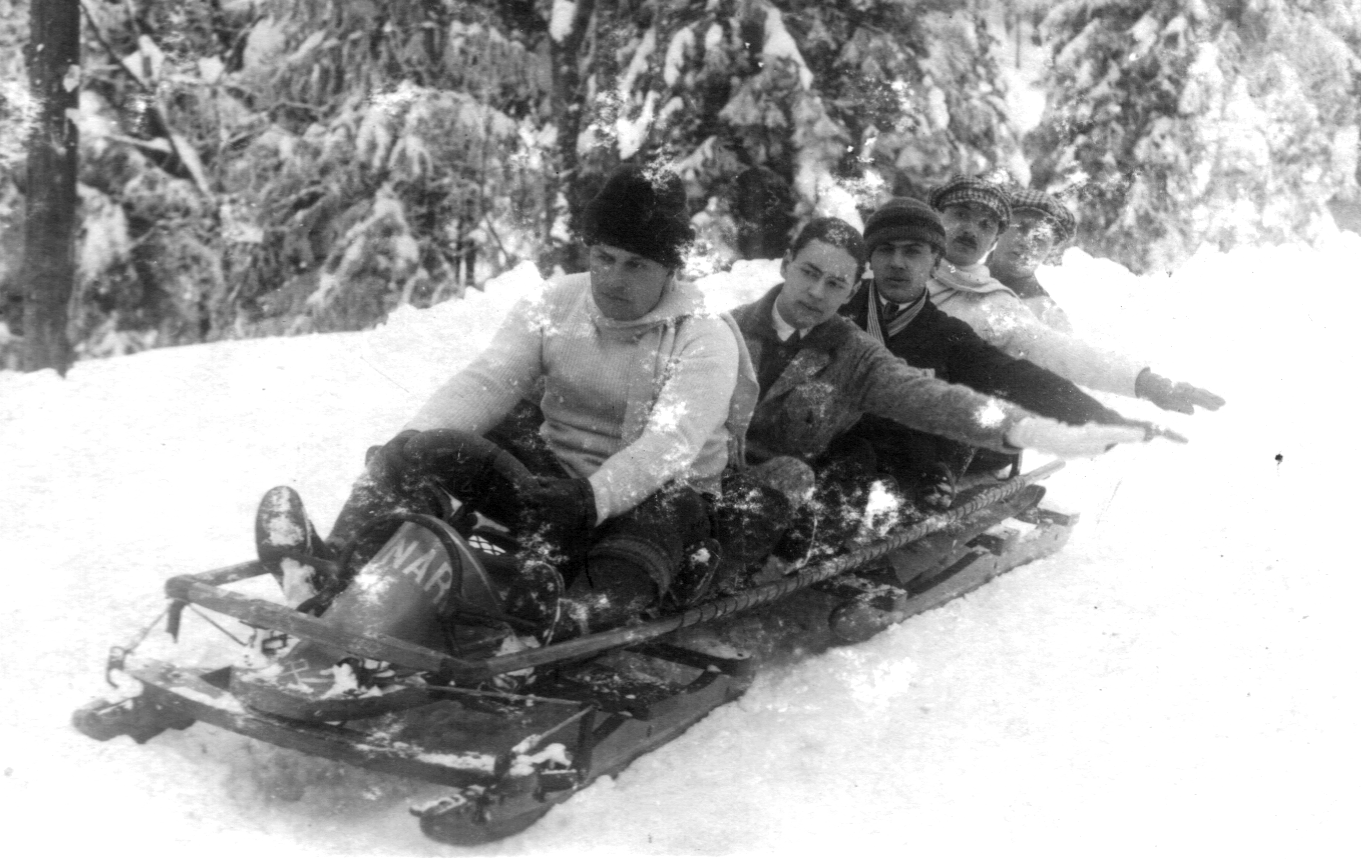
Gara di bob a cinque a Sinaia nel 1914

### Origini
La culla del bob rumeno è Sinaia, importante località per gli sport invernali e soprannominata la "Perla dei Carpazi". Dall'inizio del XX secolo, le infrastrutture di Sinaia hanno soddisfatto le esigenze del turismo internazionale, mentre e la presenza del castello di Peleș, residenza invernale della famiglia reale, attrasse l'alta società di tutta Europa. Alcuni degli assidui villeggianti che trascorrevano le loro vacanze anche nelle località della Svizzera e della Francia, appassionato dai cosiddetti "plaisirs frénetiques de la neige", portarono a Sinaia anche i bob, secondo la moda dell'epoca, utilizzandoli sulle strade e sui vicoli intorno al castello di Peleș.
La pratica del bob in Romania risale al 1909 circa, quando l'attività sportiva era limitata a pochi giorni all'anno, intorno alle vacanze invernali; dal 1910 vennero organizzate delle "gare di sport invernali", con una modesta partecipazione, e apparvero anche i primi articoli sulla stampa che presentavano il nuovo sport, fornendo dettagli sull'attrezzatura, nozioni tecniche e tecniche di guida: questa pubblicità scatenò una vera e propria mania per il bob a Sinaia, praticato però ancora da una ristretta cerchia di dilettanti benestanti. Fino al 1916, le gare di bob si svolsero regolarmente a Sinaia, insieme a quelle di slittino e skeleton, ma senza un regolamento preciso (prendevano parte equipaggi composta da due a sei persone, con alteti misti, senza categorie di età, con anche piloti donne o l'uso dello stesso bob da parte di più equipaggi). Il primo vincitore di una gara di bob, nel 1910, fu N. Filiti, e il primo vincitore di una gara a più squadre fu un generico "Circolo Sportivo Rumeno" (Cercul Sportiv Român). Nel 1911, la presenza delle donne nel bob è molto attiva: le competizioni sono organizzate in tre eventi (bob a due donne, bob a due uomini e gara a squadre a 2-5-6 persone), tra i cui vincitori vi furono Natalia Darvari (donne), Jean Costinescu (uomini) e l'equipaggio misto della "Societatea Săniutza". Nel 1912, il programma della competizione fu lo stesso: nella categoria femminile vinse Mihaela Ghyka e nella categoria maschile vinse un equipaggio (maschile) guidato dalla stessa Mihaela Ghyka.
Nel 1912 venne fondata la Federazione delle società sportive rumene (Federaţiei Societăţilor de Sport din România - FSSR), all'interno della quale fu istituita una Commissione per gli sport invernali, con il compito di coordinare e promuovere la pratica del bob. Nel 1914, per la prima volta, fu organizzata una gara nazionale interscolastica di bob, vinta dalla squadra del liceo "Gh. Lazăr" di Bucarest. Sempre nel 1914, una squadra di turisti tedeschi partecipò alla "Gara nazionale di bob", arrivando terza, mentre il concorso fu vinto dalla squadra della Scuola Evangelica di Bucarest.
Dopo la prima guerra mondiale, l'attività bobbistica fu ripresa dal 1920, in località come Brasov, Râmnicu Vâlcea, Slatina e Iași. Il bob era generalmente praticato lungo le strade di montagna e sulle piste da sci di Postăvaru e Poiana Brașov. Nel 1922 si svolsero i primi Campionati nazionali degli sport invernali: il campionato di bob si tenne a Sinaia, con il titolo nell'evento "squadre di club" andato al Centro Râmnicu Vâlcea, il cui pilota era Iorgu Arsenie. L'ascesa del bob iniziò nel 1923, quando si tennero diverse competizioni con premi: il titolo di campione nazionale andò alla squadra del Club "Colțea" di Bucarest. Nel 1924 vinse l'equipaggio della "Societatea Politehnica București".

### Attività internazionale
L'organizzazione dei I Giochi olimpici invernali del 1924 a Chamonix (Francia) suscitò l'interesse dei bobbisti rumeni, tuttavia la mancanza di fondi statali per sostenere la partecipazione alle Olimpiadi fu ampiamente discussa dalla stampa dell'epoca. Iorgu Arsenie costruì un bob battezzato Avalanşa (valanga) e insieme a Tita Rădulescu raggiunse Chamonix, dove parteciparono alle gare con un bob preso in prestito (tipo Bachmann) e vincero tre coppe; tuttavia non furono in grado di partecipare alla gara olimpica perché le regole richiedevano che l'intero equipaggio provenisse dallo stesso paese, condizione che non riuscirono a soddisfare. Iorgu Arsenie, come rappresentante della Commissione per la Costituzione della Federazione Internazionale di Bob e Slittino (FIBT) a Chamonix nel 1924, ottenne l'affiliazione della Romania a questo organismo sportivo internazionale.
Nel 1925 fu costruita a Sinaia la prima pista di bob secondo il progetto dell'ingegnere Sângiorzan, su un pendio occidentale della collina Furnica, con una lunghezza di 2.100 m e dieci curve. I primi bob erano costruiti in legno con fondo di ferro, erano guidati tramite corde o da un volante e disponevano di 2, 4, 5 o 6 posti. Al campionato nazionale di bob del 1927 a Sinaia, si distinse l'equipaggio studentesco dei fratelli Grigore e Mircea Socolescu e del maggiore Mihai Mihail di Slatina; in tale occasione venne assegnata una coppa per "il più audace e abile bob" al pilota ventunenne Alexandru Papană, che avrebbe dominato le gare di bob negli anni seguenti. Il riconoscimento della sua abilità fu confermato nel 1928, quando, insieme a Dumitru Hubert, vinsero il titolo di campioni nazionali nella gara a due. Il club "Aeronautica" (al quale appartenevano i due concorrenti) aveva due equipaggi: Alexandru Papană (pilota), Alexandru Ionescu, Tiberiu Stătescu, Puffi Popescu, Gheorghe Moțoi (frenatore). Da questi, i bob che porteranno fama allo sport rumeno saranno selezionati più tardi.
Le prestazioni nel 1926-1928 stimolarono l'interesse e determinarono la presenza del bob a cinque rumeno ai II Giochi olimpici invernali di St. Moritz 1928, sebbene che le spese furono sostenute dagli atleti con i propri risparmi. L'equipaggio rumeno concluse con un lodevole 7º posto, con 4,3 secondi dietro i campioni.
Nel 1930 si svolse la prima edizione della Coppa del Mondo di bob a Davos (Svizzera): l'equipaggio di Alexandru Frim e Dumitru Zană vinse la medaglia d'argento, battendo paesi di tradizione come Italia, Francia e Svizzera: fu la migliore prestazione ottenuta dai bob rumeni in una competizione internazionale. L'edizione del 1931 confermò il valore dei bobbisti rumeni, attraverso l'equipaggio di Alexandru Papană e Dumitru Hubert, che divenne campione e detentore del record della pista. Nel dicembre 1932 si svolsero i Campionati nazionali di bob del 1932, per consentire la partecipazione ai Giochi olimpici di Lake Placid: per evitare infortuni, la squadra di Papană (che avrebbe dovuto partecipare alle Olimpiadi) fu assente alla partenza, mentre spiccò il capitano Emil Angelescu. La partenza per le Olimpiadi statunitensi fu segnata dalla mancanza di fondi da parte dello Stato, cosicché i concorrenti dovettero contribuire con 25.000 lei a testa. La squadra gareggiò su bob di legno ormai obsoleti, inadatti a una pista di ghiaccio ad alta velocità come quella di Lake Placid; per questo, gli organizzatori rimproverarono l'inadeguatezza dell'equipaggiamento dei rumeni, oltre alla mancanza dei caschi di protezione. Rispetto alla pista di Sinaia (lunga 2.200 m), quella di Lake Placid era molto più difficile (2.350 m e 26 curve, totalmente ghiacciate) e all'epoca era considerata la più difficile del mondo. I bob rumeni però dimostrarono notevoli qualità e attirarono l'attenzione dell'élite mondiale: l'equipaggio di Alexandru Papană e Dumitru Hubert si classificò al 4º posto del bob a due, mentre l'equipaggio del bob a quattro (Alexandru Papană, Alexandru Ionescu, Ulise Petrescu e Dumitru Hubert) giunse al 6º posto. Tali risultati furono considerati un completo successo, tanto che dopo le Olimpiadi i bob rumeni venenro invitati a partecipare ai campionati nordamericani, dove batterono anche il record della pista. Come ricompensa per le buone prestazioni negli USA, la direzione della FIBT offrì loro la possibilità di partecipare a gare internazionali in Germania e Svizzera.
Il primo bobbista rumeno famoso fu Alexandru Papană, campione nazionale di bob nel 1928 e 1931 e vincitore dei Campionati mondiali di bob 1933 a Schreiberhau, in Germania (oggi Szklarska Poręba, in Polonia), insieme a Dumitru Hubert. L'equipaggio rumeno utilizzò le corde al posto del volante e fece una "partenza lanciata" (una delle prime all'epoca), per la quale avevano brevettato una speciale maniglia da spinta sul bob.
I campionati mondiali di bob 1934 videro il dominio della Romania, che vinse la medaglia d'oro nel bob a quattro e le medaglie d'oro e di bronzo nel bob a due. Nel novembre 1934 fu costituita la Federazione Rumena di Bob, tuttavia, nonostante l'evoluzione organizzativa, la serie di successi si interruppe: lartecipazione ai Mondiali del 1935 a St. Moritz (Svizzera), con un equipaggio di bob di 2 persone, pilotato da Papană e due equipaggi di bob di 4 persone, pilotati da Papană e Frim, finirino con fallimenti.
Nel 1951, in occasione dell'organizzazione dei Giochi mondiali universitari, fu costruita a Poiana Braşov una pista di bob lunga 1.640-1.530 m: Gigi Hogea e Dumitru Teodoroiu vinsero la gara di bob a due, mentre il bob a quattro uscì alla penultima curva, causando la morte di Alexandru Budișteanu.

### La prima medaglia olimpica

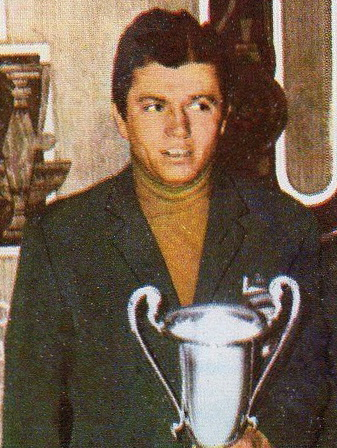
Il bobbista Ion Panțuru, vincitore insieme a Nicolae Neagoe dell'unica medaglia rumena ai giochi olimpici invernali (Grenoble 1968)

Dagli anni 1960 la Federazione rumena iniziò a sostenere i giovani a praticare questo sport e dal 1963, agli sforzi organizzativi e materiali si aggiunsero quelli concettuali e metodologici nell'allenamento. I primi frutti di questi miglioramenti nell'allenamento del bob apparvero ai Campionati del Mondo di bob 1963 ad Igls (Austria), dove la squadra di bob a due (Ion Panțuru e Gheorghe Maftei) si classificò al 10º posto, vincendo la "Coppa del Mondo Giovanile" assegnata alla squadra più giovane nella classifica generale. Ion Panțuru diventò così il leader dei bobbisti rumeni per più di un decennio. Ai Giochi Olimpici di Innsbruck 1964 partecipò un gruppo di giovani bobbisti (Panțuru, Maftei, Oancea e Cotacu), che accumularono esperienza, sia quantitativa che qualitativa, molto importante per il futuro del bob nazionale.
Dal 1966, il bob rumeno tornò ad affermarsi sulla scena internazionale, grazie a Ion Panțuru. Ai campionati mondiali di bob 1966 Ion Panțuru e Nicolae Neagoe si classificarono al 5º posto nella gara di bob a 2, e al Campionato europeo dello stesso anno a Garmisch-Partenkirchen la stessa squadra si classificò al 6º posto. Nel 1967, agli europei di Igls (Austria), l'equipaggio del bob a quattro (Ion Panțuru, Gheorghe Maftei, Petre Hristovici e Nicolae Neagoe) vinse la medaglia d'oro e il titolo di campione europeo. Nel bob a due, la coppia Panțuru-Neagoe arrivò seconda.
Alle Olimpiadi invernali di Grenoble 1968 la selezione rumena vinse con il bob a due condotto da Ion Panțuru e Nicolae Neagoe una storica medaglia di bronzo, che costituisce finora l'unica medaglia olimpica vinta nella storia della Romania ai Giochi olimpici invernali. Nella stessa edizione, il bob a quattro rumeno giunse al quarto posto, sfiorando il bronzo per appena un centesimo di secondo.
Ai campionati europei di bob 1969, organizzati sulla pista di bob del Lago Blu a Cervinia l'equipaggio Panţuru-Focşeneanu vinse l'argento, così come nel bob a quattro con Ion Panţuru, Raimond Ţancov, Dumitru Focşeneanu e Nicolae Neagoe. L'equipaggio di Ion Panțuru e Dumitru Focșeneanu conquistò una medaglia d'argento e di bronzo rispettivamente ai campionati mondiali di bob 1969 e campionati mondiali di bob 1973 disputati entrambi a Lake Placid.

### Anni 1970
Dopo il 1970 fu realizzata a Sinaia una moderna pista in cemento, che entrò nel circuito delle competizioni internazionali, organizzando annualmente il "Trofeo dei Carpazi" (Trofeul Carpaţi). Agli europei di Cortina 1970 il bob a quattro rumeno vinse la medaglia di bronzo, mentre a Igls 1971 vinsero il titolo di campioni d'Europa. Nonostante fossero i favoriti alle olimpiadi di Sapporo 1972, i bobbisti rumeni ottennero solo un 5º posto nel bob a 2 e un 10º posto nel bob a 4. Il 24-25 gennaio 1976 si svolse a Sinaia il Campionato europeo giovanile di bob, dove gli equipaggi rumeni si classificarono al quarto, decimo e dodicesimo posto. La Romania poi fu designata quale sede organizzatrice dei Campionati europei di bob 1977, tuttavia il clima caldo sciolse la neve sul percorso, impedendo lo svolgimento della competizione.
A livello mondiale, lo sport del bob iniziò a richiedere maggiori condizioni di allenamento e di gara: i bob furono migliorati, le piste divennero artificiali per essere utilizzate in qualsiasi condizione atmosferica, allungando così anche la stagione sportiva annuale; fu istituita la "Scuola di bob" per garantire la formazione e la sicurezza dei giovani bobbisti, introducendo anche una selezione più rigorosa. Così, gli equipaggi pilotati da Dragoș Panaitescu nelle principali competizioni internazionali mantennero il bob rumeno nell'élite mondiale, specialmente nel bob a 4. Ai Campionati mondiali del 1978 a Lake Placid, l'equipaggio del bob a 4 (Dragoș Panaitescu, Dorel Cristudor, Mihai Nicolau e Gh. Lixandru) si classificò all'8º posto, prestazione ripetuta ai Campionati mondiali del 1979 a Königsee dallo stesso equipaggio. Sempre nel 1979, ai Campionati europei giovanili di Cervinia, Paul Neagu e Gh. Peptea vinsero la medaglia d'argento nel bob a due.

### Anni 1980
Alle Olimpiadi di Lake Placid 1980, il bob a quattro si è classificò all'8º posto e la squadra di bob a 2 all'11º posto. Il ciclo olimpico 1980-1984 evidenziò una nuova generazione di bobbisti, guidata da Dorin Degan, con risultati promettenti. Nel 1981 tuttavia vi furono meno partecipazioni alle competizioni internazionali, influendo sui risultati: ai Campionati mondiali di Cortina d'Ampezzo, parteciparono solo due equipaggi nella gara a 2, posizionandosi 18º e 21º. Nel 1984, la squadra di bob a due ottenne il 3º posto alla Coppa del Mondo di Sarajevo e il bob a 4 l'11º posto a Winterberg. Ai Giochi olimpici di Sarajevo 1984 il bob a quattro giunse al 7º posto.

### Il declino dopo la rivoluzione del 1989
Nei cicli olimpici 1989-1992 e 1993-1998 vennero compiuti molti sforzi per rimettere in pista il bob rumeno, dopo le grandi trasformazioni che il Paese dovette attraversare con la Rivoluzione romena del 1989 che portò alla caduta del sistema comunista. Alle difficoltà materiali aumentate di anno in anno, si aggiunsero le carenze organizzative per la selezione e la formazione degli atleti. Ciò nonostante, l'equipaggio del bob a quattro vinso la medaglia di bronzo ai Campionati europei di bob 1992, mentre ai Giochi olimpici di Albertville 1992 il bob a due giunse al 18º posto e il bob a quattro al 20º posto. Risultati insignificanti furono registrati alle Olimpiadi di Lillehammer 1994 (30º posto) e Nagano 1998.
Ai campionati mondiali di bob 2017 a Schönau am Königssee le bobbiste Maria Adela Constantin e Andreea Grecu scesero con il bob a due nella gara a squadre, conquistando la medaglia di bronzo con la squadra internazionale composta anche da altri tre atleti tedeschi.

## Partecipazione ai giochi olimpici invernali

### Bob a due maschile
| anno | città                  | classifica | composizione                                                                   |
| ---- | ---------------------- | ---------- | ------------------------------------------------------------------------------ |
| 1932 | Lake Placid            | 4          | Alexandru Papană, Dumitru Hubert                                               |
| 1936 | Garmisch-Partenkirchen | 15 16      | Alexandru Frim, Tita Rădulescu Alexandru Budişteanu, Dumitru Gheorghiu         |
| 1956 | Cortina d'Ampezzo      | 14 18      | Heinrich Enea, Mărgărit Blăgescu Constantin Dragomir, Gheorghe Moldoveanu      |
| 1964 | Innsbruck              | 13 15      | Ion Panțuru, Hariton Paşovschi Alexandru Oancea, Constantin Cotacu             |
| 1968 | Grenoble               | 3 DQ       | Ion Panțuru, Nicolae Neagoe Romeo Nedelcu, Gheorghe Maftei                     |
| 1972 | Sapporo                | 5 12       | Ion Panțuru, Ion Zangor Dragoş Panaitescu-Rapan, Dumitru Focşeneanu            |
| 1976 | Innsbruck              | 11 12      | Ion Panțuru, Gheorghe Lixandru Dragoş Panaitescu-Rapan, Costel Ionescu         |
| 1980 | Lake Placid            | 11 18      | Dragoş Panaitescu-Rapan, Gheorghe Lixandru Constantin Iancu, Constantin Obreja |
| 1984 | Sarajevo               | 18 23      | Ion Duminicel, Costel Petrariu Dorin Degan, Cornel Popescu                     |
| 1988 | Calgary                | 24 27      | Csaba Nagy Lakatos, Costel Petrariu Dorin Degan, Grigore Anghel                |
| 1992 | Albertville            | 18 22      | Csaba Nagy Lakatos, Laurenţiu Budur Paul Neagu, Costel Petrariu                |
| 1994 | Lillehammer            | 30         | Florian Enache, Mihai Dumitraşcu                                               |
| 1998 | Nagano                 | 25 26      | Paul Neagu, Gabriel Tătaru Florian Enache, Mihai Dumitraşcu                    |
| 2002 | Salt Lake City         | 25         | Adrian Duminicel, Florian Enache                                               |
| 2006 | Torino                 | 24 26      | Nicolae Istrate, Adrian Duminicel Mihai Iliescu, Levente Gabriel Bartha        |
| 2010 | Vancouver              | 11         | Nicolae Istrate, Florin Crăciun                                                |
| 2014 | Soči                   | 17         | Nicolae Istrate, Florin Cezar Crăciun                                          |
| 2018 | Pyeongchang            | 18         | Mihai Cristian Tentea, Nicolae Ciprian Daroczi                                 |
| 2022 | Pechino                | 16         | Mihai Cristian Tentea, Nicolae Ciprian Daroczi                                 |

### Bob a quattro maschile
| anno | città                  | classifica | composizione |
| ---- | ---------------------- | ---------- | --- |
| 1928 | St. Moritz             | 7 19       | Grigore Socolescu, Mircea Socolescu, Ion Gavăţ, Tom Petre Ghiţulescu, Traian Niţescu Alexandru Berlescu, Petre Petrovici, Horia Roman, Eugen Ştefănescu, Tita Rădulescu |
| 1932 | Lake Placid            | 6          | Alexandru Papană, Alexandru Ionescu, Ulise Petrescu, Dumitru Hubert |
| 1936 | Garmisch-Partenkirchen | DQ         | Alexandru Budişteanu, Tita Rădulescu, Alexandru Ionescu, Aurel Mărăşescu                                                                                                |
| 1956 | Cortina d'Ampezzo      | 14 20      | Heinrich Enea, Dumitru Peteu, Nicolae Moiceanu, Mărgărit Blăgescu Constantin Dragomir, Vasile Panait, Ion Staicu, Gheorghe Moldoveanu                                   |
| 1964 | Innsbruck              | 15         | Ion Panțuru, Gheorghe Maftei, Constantin Cotacu, Hariton Paşovschi |
| 1968 | Grenoble               | 4          | Ion Panțuru, Petre Hristovici, Gheorghe Maftei, Nicolae Neagoe |
| 1972 | Sapporo                | 10         | Ion Panțuru, Ion Zangor, Dumitru Pascu, Dumitru Focșeneanu |
| 1976 | Innsbruck              | 8 14       | Dragoş Panaitescu-Rapan, Paul Neagu, Costel Ionescu, Gheorghe Lixandru Ion Panțuru, Constantin Romaniuc, Alexe Gheorghe Tănăsescu, Mihai Nicolau                        |
| 1980 | Lake Placid            | 8 14       | Dragoş Panaitescu-Rapan, Paul Neagu, Costel Ionescu, Gheorghe Lixandru Ion Panţuru, Constantin Romaniuc, Alexe Gheorghe Tănăsescu, Mihai Nicolau                        |
| 1984 | Sarajevo               | 7          | Dorin Degan, Cornel Popescu, Gheorghe Lixandru, Costel Petrariu |
| 1988 | Calgary                | 20         | Csaba Nagy Lakatos, Grigore Anghel, Florian Olteanu, Costel Petrariu |
| 1992 | Albertville            | 20         | Paul Neagu, Laszlo Hodos, Laurenţiu Budur, Costel Petrariu |
| 1994 | Lillehammer            | 23         | Florian Enache, Marian Chiţescu, Iulian Păcioianu, Mihai Dumitraşcu |
| 1998 | Nagano                 | 27         | Florian Enache, Marian Chiţescu, Iulian Păcioianu, Mihai Dumitraşcu |
| 2002 | Salt Lake City         | 21         | Florian Enache, Adrian Duminicel, Iulian Păcioianu, Teodor Demetriad |
| 2006 | Torino                 | 22         | Nicolae Istrate, Adrian Duminicel, Gabriel Popa, Ioan Dovalciuc |
| 2010 | Vancouver              | 15         | Nicolae Istrate, Ioan Dovalciuc, Ionuţ Andrei, Florin Crăciun |
| 2014 | Soči                   | 24         | Andreas Neagu, Bogdan Otavă, Dănuț Ion Moldovan, Paul Muntean, Florin Cezar Crăciun                                                                                     |
| 2018 | Pyeongchang            | 29         | Dorin Alexandru Grigore, Florin Cezar Crăciun, Levente Bartha, Paul Septimiu Muntean                                                                                    |
| 2022 | Pechino                | 13         | Mihai Tentea, Raul Dobre, Ciprian Daroczi, Cristian Radu |

### Bob a due femminile
| anno | città          | classifica | composizione                    |
| ---- | -------------- | ---------- | ------------------------------- |
| 2002 | Salt Lake City | 15         | Erika Kovacs, Maria Spirescu    |
| 2010 | Vancouver      | 15         | Carmen Radenovic, Alina Savin   |
| 2014 | Soči           | 17         | Maria Constantin, Andreea Grecu |
| 2018 | Pyeongchang    | 15         | Maria Constantin, Andreea Grecu |
| 2022 | Pechino        | 18         | Andreea Grecu, Katharina Wick   |

### Monobob femminile
| Olympics | City    | Ranking | Bobsledders   |
| -------- | ------- | ------- | ------------- |
| 2022     | Pechino | 12      | Andreea Grecu |